# Gonatocerus berijamus
Gonatocerus berijamus är en stekelart som beskrevs av Mani och Saraswat 1973. Gonatocerus berijamus ingår i släktet Gonatocerus och familjen dvärgsteklar. Inga underarter finns listade i Catalogue of Life.